# Super Formula seizoen 2019
Het Super Formula seizoen 2019 was het 33e seizoen van het belangrijkste Japanse formulewagenkampioenschap. Naoki Yamamoto was de verdedigend kampioen uit 2018, waarin Orientalbio Kondō kampioen in het teamklassement werd.
Nick Cassidy, de nummer twee van 2018, behaalde zijn eerste titel door als tweede te eindigden in de laatste race van het seizoen. Regerend kampioen Naoki Yamamoto werd tweede, terwijl debutant Alex Palou derde werd. Het DoCoMo Team Dandelion Racing, het team van Yamamoto en Nirei Fukuzumi, werd voor het eerst sinds de hernoeming van de klasse in 2013 kampioen bij de teams.

## Teams en coureurs
| Team                         | Nr. | Coureur             | Motor  | Rondes |
| ---------------------------- | --- | ------------------- | ------ | ------ |
| DoCoMo Team Dandelion Racing | 1   | Naoki Yamamoto      | Honda  | Alle   |
| DoCoMo Team Dandelion Racing | 5   | Nirei Fukuzumi      | Honda  | Alle   |
| Kondō Racing                 | 3   | Kenta Yamashita     | Toyota | Alle   |
| Kondō Racing                 | 4   | Yuji Kunimoto       | Toyota | Alle   |
| UOMO Sunoco Team LeMans      | 7   | Artjom Markelov     | Toyota | 1-5    |
| UOMO Sunoco Team LeMans      | 7   | Yuichi Nakayama     | Toyota | 6-7    |
| UOMO Sunoco Team LeMans      | 8   | Kazuya Oshima       | Toyota | Alle   |
| Team Mugen                   | 15  | Daniel Ticktum      | Honda  | 1-3    |
| Team Mugen                   | 15  | Patricio O'Ward     | Honda  | 4-6    |
| Team Mugen                   | 15  | Jüri Vips           | Honda  | 7      |
| Team Mugen                   | 16  | Tomoki Nojiri       | Honda  | Alle   |
| Real Racing                  | 17  | Tristan Charpentier | Honda  | 1      |
| Real Racing                  | 17  | Kodai Tsukakoshi    | Honda  | 2-7    |
| carrozzeria Team KCMG        | 18  | Kamui Kobayashi     | Toyota | Alle   |
| Itochu Enex Team Impul       | 19  | Yuhi Sekiguchi      | Toyota | Alle   |
| Itochu Enex Team Impul       | 20  | Ryō Hirakawa        | Toyota | Alle   |
| Vantelin Team TOM'S          | 36  | Kazuki Nakajima     | Toyota | Alle   |
| Vantelin Team TOM'S          | 37  | Nick Cassidy        | Toyota | Alle   |
| JMS P.mu/cerumo・INGING      | 38  | Hiroaki Ishiura     | Toyota | Alle   |
| JMS P.mu/cerumo・INGING      | 39  | Sho Tsuboi          | Toyota | Alle   |
| B-MAX with Motopark          | 50  | Lucas Auer          | Honda  | Alle   |
| B-MAX with Motopark          | 51  | Harrison Newey      | Honda  | Alle   |
| TCS Nakajima Racing          | 64  | Alex Palou          | Honda  | Alle   |
| TCS Nakajima Racing          | 65  | Tadasuke Makino     | Honda  | Alle   |

## Races
| Ronde | Circuit                       | Datum        | Pole position   | Snelste ronde   | Winnaar         | Team                         |
| ----- | ----------------------------- | ------------ | --------------- | --------------- | --------------- | ---------------------------- |
| 1     | Suzuka Circuit                | 21 april     | Tadasuke Makino | Alex Palou      | Nick Cassidy    | Vantelin Team TOM'S          |
| 2     | Autopolis                     | 19 mei       | Yuji Kunimoto   | Yuhi Sekiguchi  | Yuhi Sekiguchi  | Itochu Enex Team Impul       |
| 3     | Sportsland SUGO               | 23 juni      | Naoki Yamamoto  | Lucas Auer      | Naoki Yamamoto  | DoCoMo Team Dandelion Racing |
| 4     | Fuji Speedway                 | 14 juli      | Alex Palou      | Alex Palou      | Alex Palou      | TCS Nakajima Racing          |
| 5     | Twin Ring Motegi              | 18 augustus  | Alex Palou      | Artjom Markelov | Ryō Hirakawa    | Itochu Enex Team Impul       |
| 6     | Okayama International Circuit | 29 september | Ryō Hirakawa    | Kamui Kobayashi | Kenta Yamashita | Kondō Racing                 |
| 7     | Suzuka Circuit                | 27 oktober   | Alex Palou      | Nick Cassidy    | Tomoki Nojiri   | Team Mugen                   |

## Kampioenschap

### Puntensysteem
|            | 1  | 2 | 3 | 4 | 5 | 6 | 7 | 8 | Pole |
| Rondes 1–6 | 10 | 8 | 6 | 5 | 4 | 3 | 2 | 1 | 1    |
| Ronde 7    | 13 | 8 | 6 | 5 | 4 | 3 | 2 | 1 | 1    |

### Coureurs
| Pos | Coureur             | SUZ | AUT | SUG | FUJ | MOT | OKA | SUZ | Punten |
| --- | ------------------- | --- | --- | --- | --- | --- | --- | --- | ------ |
| 1   | Nick Cassidy        | 1   | 8   | 4   | 3   | 3   | 10  | 2   | 36     |
| 2   | Naoki Yamamoto      | 2   | 2   | 1   | 11  | 9   | 7   | 5   | 33     |
| 3   | Alex Palou          | DNF | 6   | 13  | 1   | 4   | 4   | 19  | 26     |
| 4   | Tomoki Nojiri       | 4   | 18  | DNF | 4   | 8   | 9   | 1   | 24     |
| 5   | Kenta Yamashita     | 3   | 7   | 6   | 17  | 13  | 1   | 9   | 21     |
| 6   | Kamui Kobayashi     | 9   | 10  | 2   | 6   | 2   | 18  | 12  | 19     |
| 7   | Nirei Fukuzumi      | 11  | 5   | 5   | 9   | 5   | DNF | 3   | 18     |
| 8   | Yuhi Sekiguchi      | DNF | 1   | 10  | 8   | 15  | 13  | 4   | 16     |
| 9   | Lucas Auer          | 7   | 11  | 3   | DNF | 7   | 5   | 11  | 14     |
| 10  | Ryō Hirakawa        | DNF | 14  | 11  | 12  | 1   | 12  | 8   | 12     |
| 11  | Sho Tsuboi          | 5   | 12  | DNF | 2   | 17  | 11  | 10  | 12     |
| 12  | Kazuki Nakajima     | DNF | 13  | 12  | 5   | 16  | 2   | 14  | 12     |
| 13  | Hiroaki Ishiura     | DNF | 9   | 7   | 7   | 6   | 19  | 6   | 10     |
| 14  | Kazuya Oshima       | 12  | 3   | 17  | 13  | 11  | 8   | 17  | 7      |
| 15  | Harrison Newey      | DNF | 17  | DNF | 16  | 19  | 3   | 20  | 6      |
| 16  | Tadasuke Makino     | DNF | 4   | 14  | 10  | DNF | 17  | 13  | 6      |
| 17  | Yuji Kunimoto       | 6   | 16  | 8   | 15  | 10  | 16  | 15  | 5      |
| 18  | Patricio O'Ward     |     |     |     | 14  | 14  | 6   |     | 3      |
| 19  | Kodai Tsukakoshi    |     | 15  | 9   | 18  | 18  | 14  | 7   | 2      |
| 20  | Daniel Ticktum      | 8   | DNF | 15  |     |     |     |     | 1      |
| 21  | Artjom Markelov     | 10  | DNF | 16  | 19  | 12  |     |     | 0      |
| 22  | Yuichi Nakayama     |     |     |     |     |     | 15  | 16  | 0      |
| 23  | Jüri Vips           |     |     |     |     |     |     | 18  | 0      |
| -   | Tristan Charpentier | DNF |     |     |     |     |     |     | 0      |
| Pos | Coureur             | SUZ | AUT | SUG | FUJ | MOT | OKA | SUZ | Punten |

### Teams
| Pos | Team                         | No. | SUZ | AUT | SUG | FUJ | MOT | OKA | SUZ | Punten |
| --- | ---------------------------- | --- | --- | --- | --- | --- | --- | --- | --- | ------ |
| 1   | DoCoMo Team Dandelion Racing | 1   | 2   | 2   | 1   | 11  | 9   | 7   | 5   | 50     |
| 1   | DoCoMo Team Dandelion Racing | 5   | 11  | 5   | 5   | 9   | 5   | DNF | 3   | 50     |
| 2   | Vantelin Team TOM'S          | 36  | DNF | 13  | 12  | 5   | 16  | 2   | 14  | 48     |
| 2   | Vantelin Team TOM'S          | 37  | 1   | 8   | 4   | 3   | 3   | 10  | 2   | 48     |
| 3   | TCS Nakajima Racing          | 64  | DNF | 6   | 13  | 1   | 4   | 4   | 19  | 28     |
| 3   | TCS Nakajima Racing          | 65  | DNF | 4   | 14  | 10  | DNF | 17  | 13  | 28     |
| 4   | Team Mugen                   | 15  | 8   | DNF | 15  | 14  | 14  | 6   | 18  | 28     |
| 4   | Team Mugen                   | 16  | 4   | 18  | DNF | 4   | 8   | 9   | 1   | 28     |
| 5   | Itochu Enex Team Impul       | 19  | DNF | 1   | 10  | 8   | 15  | 13  | 4   | 27     |
| 5   | Itochu Enex Team Impul       | 20  | DNF | 14  | 11  | 12  | 1   | 12  | 8   | 27     |
| 6   | Kondō Racing                 | 3   | 3   | 7   | 6   | 17  | 13  | 1   | 9   | 25     |
| 6   | Kondō Racing                 | 4   | 6   | 16  | 8   | 15  | 10  | 16  | 15  | 25     |
| 7   | JMS P.mu/cerumo・INGING      | 38  | DNF | 9   | 7   | 7   | 6   | 19  | 6   | 22     |
| 7   | JMS P.mu/cerumo・INGING      | 39  | 5   | 12  | DNF | 2   | 17  | 11  | 10  | 22     |
| 8   | B-MAX with Motopark          | 50  | 7   | 11  | 3   | DNF | 7   | 5   | 11  | 20     |
| 8   | B-MAX with Motopark          | 51  | DNF | 17  | DNF | 16  | 19  | 3   | 20  | 20     |
| 9   | carrozzeria Team KCMG        | 18  | 9   | 10  | 2   | 6   | 2   | 18  | 12  | 19     |
| 10  | UOMO Sunoco Team LeMans      | 7   | 10  | DNF | 16  | 19  | 12  | 15  | 16  | 7      |
| 10  | UOMO Sunoco Team LeMans      | 8   | 12  | 3   | 17  | 13  | 11  | 8   | 17  | 7      |
| 11  | Real Racing                  | 17  | DNF | 15  | 9   | 18  | 18  | 14  | 7   | 2      |
| Pos | Team                         | No. | SUZ | AUT | SUG | FUJ | MOT | OKA | SUZ | Punten |